# Henrik Wikström (dirigent)
Henrik Paul Wikström, född den 25 april 1966 i Kyrkslätt, är en finländsk pianist och dirigent.
Henrik Wikström är utbildad ekonom och har studerat kördirigering för Pär Fridberg, Håkan Sund och Dan-Olof Stenlund. Han har dirigerat vid Helsingfors stadsteater, Svenska Teatern och Åbo stadsteater, och medverkar regelbundet i musikproduktioner i radio och TV.
Wikström verkade som dirigent för Akademiska Sångföreningen i Helsingfors 1997–2008. Från och med sommaren 2010 till hösten 2021 verkar han som dirigent och musikalisk ledare för Sällskapet MM r.f. (med körerna Muntra Musikanter och MM:s Seniorkör) i Helsingfors.

## Priser och utmärkelser
- 2009 – Nylands svenska kulturfonds pris
- 2001 – Svenska kulturfondens arbetsstipendium
- 1998 – Pro Musica-priset